# SN 2002dl
SN 2002dl – supernowa typu Ia-pec odkryta 16 czerwca 2002 roku w galaktyce UGC 11994. W momencie odkrycia miała maksymalną jasność 17,70m.